# No Bra
No Bra (のーぶら?, No Bura) è una serie manga con temi yaoi e crossdressing, scritta e illustrata da Kenjiro Kawatsu e pubblicato su Weekly Shōnen Champion tra il 2002 e il 2004.
No Bra parla della storia di Masato Kataoka, uno studente qualsiasi, il quale amico di infanzia Yuki Nomura va a vivere da lui. A causa del viso di Yuki, dei suoi vestiti e dei suoi atteggiamenti femminili, Masato è felice del suo coinquilino fino a quando la madre di Yuki non lo chiama, e gli rivela che Yuki è un maschio. La storia inizialmente si incentra sulla relazione di Masato con Yuki e la sua riluttanza, che a mano a mano si dissolve, sul rivelare i sentimenti che prova per lui.

## Trama
Anni prima dell'inizio di No Bra, Masato e Yuki Nomura erano amici di infanzia. Masato aveva sempre difeso Nomura quando veniva maltrattato dagli altri compagni d'asilo e una volta lo salvò anche dall'annegamento. Un giorno Masato dovette trasferirsi a Tokyo, e così da quando sono stati separati, Yuki conserva i suoi ricordi (tra cui l'abilità nel disegno di Masato) ed un pendaglio d'amicizia sempre al collo.
 Alle scuole superiori Masato approderà all'Accademia Privata Meikyuu, mentre Yuki si muove di scuola in scuola, sviluppando a mano a mano un carattere femminile ed iniziando a vestirsi come una ragazza. Un giorno Yuki va a vivere da Masato Kataoka per frequentare la Meikyuu e per riallacciare i rapporti col suo amico d'infanzia, il cui padre aveva da poco incontrato. Masato inizialmente rifiuta che Yuki si vesta da donna e cerca di farlo vestire come un ragazzo e gli fa anche tagliare i suoi lunghissimi capelli, ma poi vedendo le sue sofferenze cambia idea.
 Kataoka non ricorda nulla del suo passato con Nomura, ed inizia a pensare con sempre maggior convinzione che ci sia stato uno scambio di persona, anche perché lui non sa né disegnare né nuotare. Per via di un malinteso sui documenti d'identità Yuki viene ammesso a frequentare la scuola di Masato con la divisa scolastica femminile e ben presto diventa una delle "ragazze" più popolari, assieme a Kaoru Ozora. Inizia un triangolo amoroso tra Masato, Kaoru e Yuki che si risolverà soltanto alla fine della serie.

## Personaggi
Masato Kataoka (片岡 正人?, Kataoka Masato)
Masato Kataoka è uno studente nell'Accademia Privata Meikyuu, che vive da solo a Tokyo. Indossa sempre camicie hawaiiane e il suo migliore amico è Hideki Nogami. Masato è spesso considerato una persona comune, che non si distingue dalla massa, anche se si mette in gioco per ciò che considera sbagliato. Masato Kataoka fantastica continuamente sull'altro sesso (o su Yuki con corpo femminile), ma diventa confuso quando vede Yuki così attraente, dato che è biologicamente maschio. Masato e Yuki erano inoltre amici di infanzia, ma Kataoka non ricorda nulla di quel periodo, rispetto ai ricordi di Yuki. Quando era piccolo la sua famiglia si trasferiva spesso per via del lavoro del padre, la madre è morta quando aveva sei anni.
Yuki Nomura (野村 ユウキ?, Nomura Yūki)
Yuki vive nel ricordo del suo amico d'infanzia Masato che lo proteggeva dal bullismo degli altri compagni d'asilo e che una volta lo aveva salvato dall'annegare. Kataoka non rammenta nessuno di questi avvenimenti, ma Yuki continua a fare tesoro della sua amicizia. Da quando Yuki e Masato si sono separati da piccoli, Yuki ha fatto crescere i suoi capelli; quando Masato finalmente lo convince a tagliarli, Yuki lo considera il momento del loro ri-incontro. Yuki si veste con abiti femminili e questo combinato al suo comportamento femmineo e al suo aspetto grazioso fa credere a tutti che sia una ragazza; Masato prova spesso a spiegare la situazione alle altre persone ma esse non gli credono e da loro viene solitamente ignorato e insultato. Yuki è estremamente popolare con il resto della classe, ma l'unica persona che Yuki ami è il suo amico d'infanzia Masato.
Hideki Nogami (野上 秀樹?, Nogami Hideki)
Hideki è il migliore amico di Masato. È al totale oscuro che Yuki sia un maschio, e cerca sempre di far innamorare Kataoka di Yuki. Hideki è molto sovrappeso, e questo lo aiuta a fare da scudo umano per Yuki e Masato durante una festa in cui Yuki si ubriaca. Hideki viene chiamato "Hidepon" da Masato.
Kaoru Ozora (大空 薫?, Ōzora Kaoru)
Kaoru è la ragazza più popolare nella classe di Masato, avendo bei voti e un corpo atletico. Masato è innamorato di lei, anche se lo considera un amore impossibile. In ogni caso, Masato ha aiutato spesso Kaoru anche se non lo ricorda e questo causa in Kaoru molti sentimenti per Masato. Hideki spesso prova a separare Kataoka e Ōzora per evitare che Nomura soffra, ma comunque i due continueranno ad uscire assieme. Kaoru assumerà un ruolo molto importante nella storia dal capitolo 18 in poi perché viene rivelato che in realtà il vecchio amico di infanzia che Yuki ricorda con affetto in realtà è lei e non Kataoka. Il suo nome per intero infatti era Kaoru Masato finché sua madre non si è risposata e lo ha cambiato da Masato a Ōzora.
Mariko Mizutani (水谷 麻理子?, Mizutani Mariko)
Mariko, conosciuta anche come "Miss Mizutani" (水谷先生 Mizutani-sensei), è l'insegnante della classe di Masato, Yuki, Kaoru e Hidepon. Diventa sospettosa quando scopre che Yuki e Masato hanno lo stesso indirizzo e scopre in seguito che vivono insieme. Prende vantaggio dalla situazione, non rivela nulla per non essere licenziata e va a vivere da loro per ridurre le spese e avere pasti e alloggio gratis. Mizutani è maleducata, scroccona e alcolizzata. Estremamente irresponsabile, fa spesso shopping nonostante non riesca a pagare l'affitto. Calcolatrice ed interessata solo a se stessa, fa di tutto per rendere la propria vita più facile senza preoccuparsi degli altri.